# Gänseblümchenblättriger Strandflieder
Der Gänseblümchenblättrige Strandflieder (Limonium bellidifolium) ist eine Pflanzenart aus der Gattung der Strandflieder (Limonium) in der Familie der Bleiwurzgewächse (Plumbaginaceae).

## Merkmale
Der Gänseblümchenblättrige Strandflieder ist ein immergrüner Halbstrauch, der Wuchshöhen von 9 bis 30 (40) Zentimeter erreicht. Die Blätter sind ein- bis dreinervig und messen 1,4 bis 4 × 0,3 bis 0,6 (1,5) Zentimeter. Die Ährchen sind ein- bis dreiblütig. Die Tragblätter der Ährchen scheinen bis auf den Mittelkiel durch. Die Krone ist bläulichviolett.
Die Blütezeit reicht von August bis Oktober.
Die Chromosomenzahl beträgt 2n = 18.

## Vorkommen
Der Gänseblümchenblättrige Strandflieder kommt im Mittelmeerraum, in der Türkei und in Zentral-Asien auf Salzwiesen sowohl im Inland als auch an der Küste vor.

## Nutzung
Der Gänseblümchenblättrige Strandflieder wird selten als Zierpflanze für Steingärten und Alpinhäuser genutzt.